# Мойсюк, Евгений Георгиевич
Евгений Георгиевич Мойсюк (укр. Євген Георгійович Мойсюк; 7 октября 1979, Черновцы) — украинский военачальник, генерал-лейтенант. Командующий Десантно-шурмовыми войсками Украины Вооружённых сил Украины (21 августа 2019 — 28 июля 2021). С февраля 2025 года занимает должность заместителя министра обороны Украины.

## Биография
Евгений Мойсюк родился в 1979 году в Черновцах. С начала 2000-х проходил службу в 25-й десантной бригаде, участвовал в миротворческих миссиях в Ираке и Косово. После окончания Национального университета обороны в 2011 году занял командные должности, в том числе руководил обороной Донецкого аэропорта. Впоследствии стал командующим Десантно-штурмовыми войсками ВСУ, затем — заместителем главнокомандующего ВСУ и, с 2025 года, заместителем министра обороны.

## Награды
- Орден Богдана Хмельницкого II степени (10 октября 2015) — за личное мужество и высокий профессионализм, проявленные в защите государственного суверенитета и территориальной целостности Украины, верность военной присяге[2].
- Орден Богдана Хмельницкого III степени (14 августа 2014) — за личное мужество и высокий профессионализм, проявленные в защите государственного суверенитета и территориальной целостности Украины, верность военной присяге[3].
- Орден Данилы Галицкого (3 декабря 2021) — за личные заслуги в укреплении обороноспособности Украинского государства, мужество и самоотверженные действия, проявленные в защите государственного суверенитета и территориальной целостности Украины, образцовое исполнение воинской обязанности[4].
- Крест боевых заслуг (6 мая 2022) — за выдающиеся личные заслуги в защите государственного суверенитета и территориальной целостности Украины, самоотверженное служение Украинскому народу и верность военной присяге[5].